# Briggs (cratera)

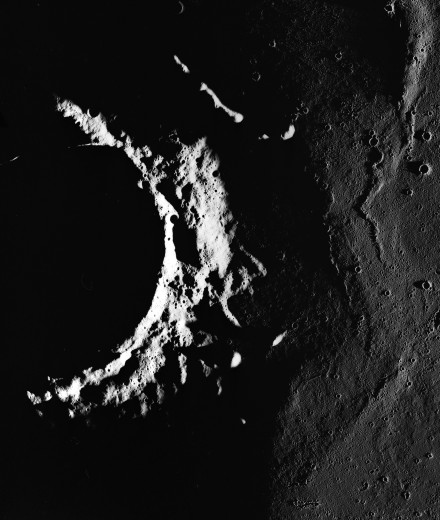
Cratera de Briggs no terminator, de Apollo 15

Briggs é uma cratera de impacto lunar localizada na parte ocidental do Oceanus Procellarum , a leste da grande planície murada de Struve . Encontra-se a nordeste da planície murada de Eddington e a noroeste da cratera Seleuco .  A posição isolada desta cratera na égua, perto do limbo noroeste da Lua , torna relativamente fácil a localização de um observador preso à Terra .  A cratera é nomeada em homenagem ao matemático inglês Henry Briggs .
A borda externa de Briggs não é muito circular, com protuberâncias externas para o norte-nordeste e para o sul.  No ponto médio do fundo da cratera, há uma crista central que se estende para o norte.

## Crateras satélites
Por convenção, esses recursos são identificados nos mapas lunares, colocando a letra ao lado do ponto médio da cratera que está mais próximo de Briggs.
| Briggs | Latitude | Longitude | Diâmetro |
| ------ | -------- | --------- | -------- |
| A      | 27,1 ° N | 73,7 ° W  | 23 km    |
| B      | 28,1 ° N | 70,9 ° W  | 25 km    |
| C      | 25,0 ° N | 66,9 ° W  | 6 km     |